# Christine Lambrecht (Schriftstellerin)
Christine Lambrecht (* 6. Dezember 1949 in Dessau, DDR) ist eine deutsche Autorin und Liedtexterin.

## Leben
Lambrecht ist in Dessau aufgewachsen und absolvierte dort erfolgreich die 10. Klasse der polytechnischen Oberschule. Sie erreichte dadurch den Mittleren Schulabschluss. Von 1965 bis 1967 besuchte sie in Halle (Saale) eine Fachschule und wurde Kosmetikerin.
Nach 15 Jahren im erlernten Beruf gab Lambrecht diesen auf, um freiberuflich schreiben zu können, was sie von 1983 bis 1990 auch tat. Von 1986 bis 1987 belegte sie zwischenzeitlich einen Sonderkurs am Deutschen Literaturinstitut Leipzig.
Ihre ersten Schreiberfahrungen sammelte Lambrecht im Dessauer Zirkel Schreibender Arbeiter. 1982 erschien im Mitteldeutschen Verlag in Halle ihr erstes Buch Dezemberbriefe, das zwei Jahre später auch in der Bundesrepublik, im Deutschen Taschenbuch Verlag in München, erschien. Weitere Werke und Kurzgeschichten in Anthologien und Zeitschriften folgten. Außerdem schrieb sie Liedtexte für die Rockband Zebra aus Halle/S.
Die Autorin gehörte nicht der SED an, war aber keine Gegnerin des Sozialismus und nicht gegen die DDR eingestellt; sie kritisierte aber die Ausbürgerung des Liedermachers Wolf Biermann und die Zensur in der DDR. Sie griff in ihren Werken Themen auf, die in der DDR als Tabu galten, und wirkte als Sprachrohr für Minderheiten und gesellschaftliche Außenseiter wie Homosexuelle (Männerbekanntschaften – Freimütige Protokolle) und Personen, die in den Westen geflüchtet waren (Dezemberbriefe). In den 1980er Jahren wurde sie, auch wegen ihrer Kontakte zu anderen kritischen Schriftstellern und zu westdeutschen Journalisten, von der Staatssicherheit bespitzelt, welche die OPK „Stier“ gegen sie führte.
Nach der Wende war Christine Lambrecht, von 1990 bis 2010, bei der Stadt Dessau angestellt und dort im Amt für Kultur, Tourismus und Sport für das Marketing zuständig.
Christine Lambrecht ist die Mutter des Schauspielers Guido Lambrecht.

## Werke
- Dezemberbriefe. Geschichten und Miniaturen, Mitteldeutscher Verlag, Halle 1982.
- Dezemberbriefe. Geschichten und Miniaturen, DTV, München 1984, ISBN 3-423-10678-6.
- Männerbekanntschaften – Freimütige Protokolle. Weltkreis Verlag Dortmund 1986, ISBN 3-88142-375-3.
- Und dann nach Thüringen absetzen. Männer in der DDR – zwölf Protokolle, DTV, München 1991, ISBN 3-423-11127-5.
- Die aus’m Osten (= Hallesche Autorenhefte; Nr. 29). Förderkreis der Schriftsteller, Halle 2001.
- Dessau-Roßlau und Umgebung: Bauhaus, Elbe, Gartenreich, Stadtplan Dessau, Wegbeschreibungen, touristische Informationen, Rad- und Wanderkarte. Hrsg.: Stadt Dessau, Amt für Kultur, Tourismus und Sport 2007, Texte: Christine Lambrecht, ISBN 978-3-928765-28-2.

## Theaterstücke
- Männerbekanntschaften, neues theater Halle, 1985